# Totorore Point
Der Totorore Point ist eine Landspitze an der Südküste Südgeorgiens. Sie ist der südliche Ausläufer der Núñez-Halbinsel.
Das UK Antarctic Place-Names Committee benannte sie 2002. Namensgeber ist die Sloop Totorore, mit welcher der britische Ornithologe Gerald Stanley Clark (1927–1999) von 1983 bis 1986 in Süd-Chile und Südgeorgien vogelkundliche Bestandserhebung unternahm und 1999 vor Antipodes Island infolge eines Sturms verschollen ging.